# イマジネーション (ANKHの曲)
「イマジネーション」は、1980年7月21日にフォーライフ・レコードから発売されたANKHのデビューシングル。（松原と曽我のトータルでは4枚目である。）

## 背景
表題曲は、日本テレビ系『24時間テレビ 「愛は地球を救う」』のイメージソングに起用された。

## 収録曲
| 全作詞: 松本隆。 |                      |           |          |      |
| #                | タイトル             | 作詞      | 作曲     | 時間 |
| 1.               | 「イマジネーション」 | 松本隆    | 佐藤健   | 4:22 |
| 2.               | 「至近距離」         | 松本隆    | 曽我泰久 | 3:24 |
| 合計時間:        | 合計時間:            | 合計時間: | 7:46     |      |